# شمیرام اورشان
شمیرام اورشان (۱۹۳۸–۲۵ ژوئن ۲۰۱۱) که همچنین گاهی با نام شمیرام اوشانا (به سریانی: ܫܡܝܪܡ ܐܪܫܢܐ) نیز شناخته می‌شود، خواننده و سرگرم‌کننده ایرانی/آمریکایی بود که در دهه ۱۹۸۰ محبوبیت پیدا کرد.

## زندگی‌نامه
شمیرام به عنوان کوچک‌ترین فرزند از چهار فرزند خانواده در تهران متولد شد. او از سن ۸ سالگی آواز، نواختن ساز و بازی در نمایش‌های مدرسه را آغاز کرد. در زمان دبیرستان او برای تلویزیون ملی ایران برنامه اجرا کرد. پس از اتمام دبیرستان، شامیرام به کودکان مهد کودک آموزش رقص داد و از وی خواسته شد در سفارت هند در تهران برنامه اجرا کند.
وی در سال ۱۹۶۰ در سن ۲۲ سالگی ازدواج کرد. در سال ۱۹۷۰ به همراه همسرش به ایالات متحده مهاجرت کرد و در آنجا در سیاتل اقامت گزید و سه فرزند به دنیا آورد. ۳۳ سال بعد، شامیرام برای نزدیک شدن به نوه‌هایش به لس آنجلس نقل مکان کرد. وی در ۲۵ ژوئن ۲۰۱۱ در سن خوزه درگذشت.

## موسیقی
او به موسیقی فارسی، ترکی، عربی و هندی علاقه‌مند بود. فعالیت حرفه ای او از سال ۱۹۷۸، زمانی که او اولین آلبوم خود را با عنوان شامیرام (که اشاره به ملکه آشوری سمیرامیس دارد) آغاز شد. این آلبوم در سطح بین‌المللی بسیار مورد استقبال قرار گرفت و همین امر منجر به اجراهای گسترده در سراسر جهان از جمله اروپا، آمریکای شمالی و استرالیا شد. سبک آلبوم تحت تأثیر موسیقی یونانی بود.
وی در طول دهه ۱۹۸۰ سه آلبوم دیگر منتشر کرد و در تور اروپا و استرالیا گشت. یک آلبوم تلفیقی دیگر نیز در سال ۱۹۹۵ از او منتشر شد.

## آهنگ‌شناسی
- شامیرام (۱۹۷۸)
- رؤیاها (۱۹۸۲)
- آشیکوتا (۱۹۸۴)
- احساس‌ها (۱۹۸۷)
- بهترین‌های شامیرام (مجموعه) (۱۹۹۵)